# Pias (Monção)
Pias es una freguesia portuguesa del concelho de Monção, con 10,04 km² de superficie y 854 habitantes (2011). Su densidad de población es de 85,1 hab/km².